# Rituální mytí v judaismu
Rituální mytí má v judaismu dvě zásadní podoby. Tevila (טְבִילָה), což je očista celého těla v mikve, a netilat jadajim, omývání rukou prostřednictvím nádoby se dvěma uchy zvané natla. První psané zmínky o těchto praktikách pocházejí z Tóry a jsou dále rozpracovány v Talmudu. Oba tyto zvyky jsou stále praktikovány ortodoxními Židy i konzervativními. Reformní Židé rituální mytí nepraktikují, nebo jen velmi zřídka.[zdroj?]

## Netilat jadajim
Omývání rukou se provádí tak, že se vezme nádoba se dvěma uchy a třikrát se poleje vodou nejprve pravá, poté levá ruka. Při tom se někdy říká požehnání „al netilat jadajim“ (dosl. nad pozvedáním [odvozeno od kněžského žehnání], tedy umýváním, rukou). Pro umývání lze použít obyčejnou vodu (např. z vodovodního kohoutku) a lze je provádět na libovolném místě. Na některých místech (záchod, koupelna apod.) však nelze pronést předepsané požehnání.
Tradiční judaismus vyžaduje rituální umytí rukou v těchto případech:
1. netilat jadajim před ranní modlitbou je omývání rukou po probuzení. Některé komunity je provádějí bez požehnání, pokud v noci došlo k pohlavnímu styku či ejakulaci.
2. mytí rukou před jídlem se provádí s požehnáním před jezením chleba (netilat jadajim la-pat), nebo bez požehnání před jezením potravin namáčených do tekutiny (sem patří i první umývání rukou o pesachovém sederu)[1],
3. během jídla, pokud dojde k dotyku s rituálně nečistým objektem nebo s částí těla, která má být zakrytá,
4. majim acharonim je umývání rukou po jídle, jež má ochránit oči před dotykem nečistými zbytky potravy,
5. po použití koupelny nebo toalety jako symbol očištění od tělesné nečistoty,
6. kohen si umývá ruce před tím, než žehná shromáždění při modlitbě.
7. po stříhání vlasů či nehtů,
8. po kontaktu s mrtvým, návštěvě hřbitova nebo účasti na pohřbu,
9. po pohlavním styku k odstranění rituální nečistoty, již zapříčinil výron semene.

## Tevila
Rituální čistota je jedním ze základních předpokladů zbožného života, proto věřící Židé již od starověku chodí každý týden (zpravidla před šabatem) vykonat očistnou koupel do rituální lázně, zvané mikve. Člověk se do ní musí ponořit úplně celý, bez jediného kousku ošacení či šperků, a to tak, aby se voda dotkla každého místa na těle (tzn. nesmí v mikvi ani stát, alespoň na okamžik se musí ve vodě vznášet tak, aby proudila zcela kolem něj).
Omytí celého těla v mikve se praktikuje v těchto případech:
1. vdané ženy na ukončení procesu očisty po menstruaci (nida) nebo jiném děložním krvácení,
2. v předvečer Jom kipur a ostatních svátků,
3. jako příprava na šabat,
4. při konverzi k judaismu a při formálním návratu k víře (pokání) u Žida, který od judaismu odpadl,
5. tahara, rituální omývání těla jako příprava na pohřeb.